# 쿠마에 무녀

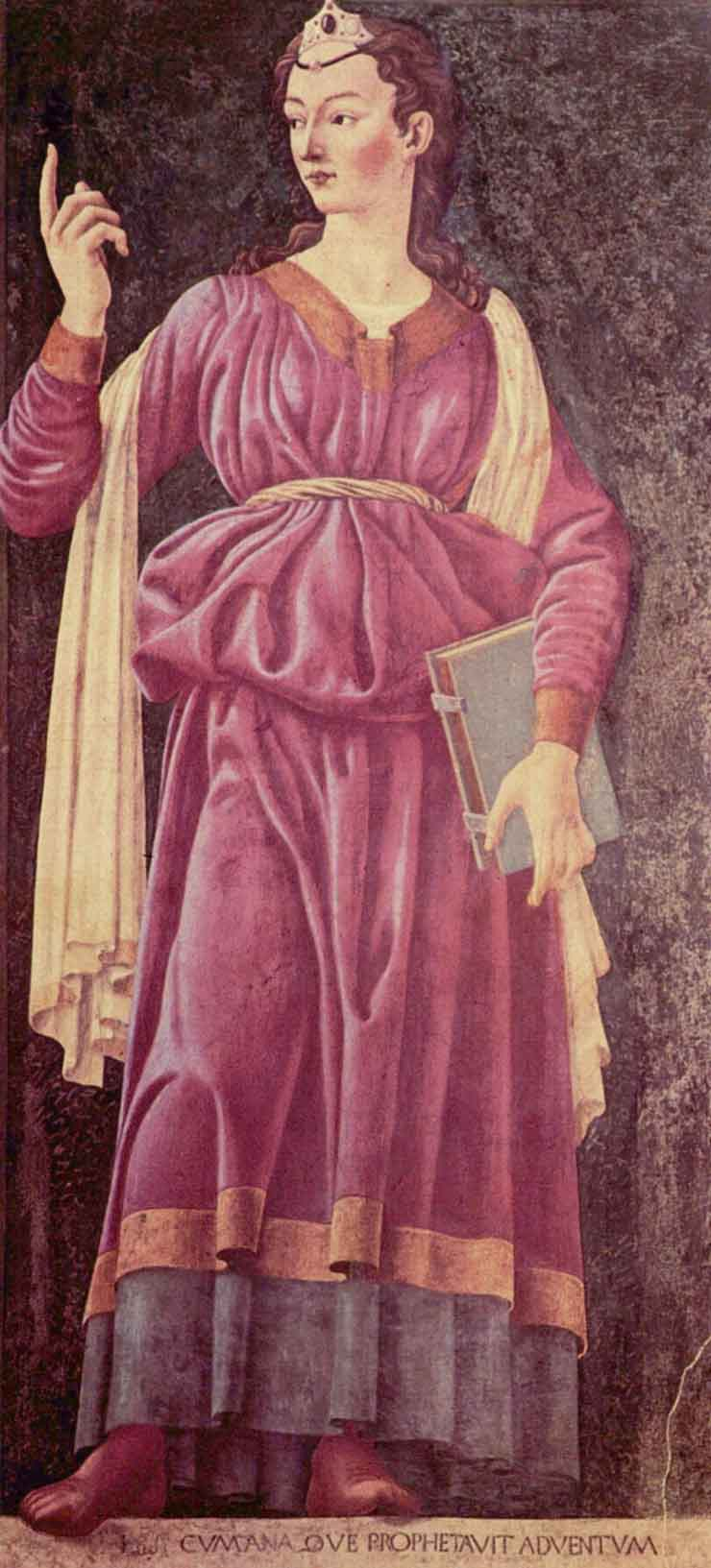
쿠마에 무녀, 안드레아 델 카스타뇨.

쿠마에 무녀(Cumaean Sibyl)는 아폴론 신전에 사는 나이를 먹지 않는 사제로 이탈리아 나폴리 근처에 위치한 그리스 식민지 쿠마에에 살고 있었다.
무녀(sibyl)이라는 말은 라틴어를 거쳐 고대 그리스어인 'sibylla'에서 왔으며, '예언자'를 의미한다. 고대에는 많은 무녀들이 살고 있었지만, 고대 로마의 전설 Virgil's Aeneid VI에 성문화된 쿠마에 무녀의 중요성 때문에 그녀는 로마인들 중 가장 유명인이 되었으며, 그리스인들 사이에 이름 높은 에유트라의 무녀들을 대신하였다.
그녀는 라파엘로가 산타마리아 델라 파체에 그린 네 명의 무녀들 중의 하나이며, 또한 우피치 미술관의 안드레아 델 카스타뇨가 그린 그림에도 등장한다. 또한 미켈란젤로가 그린 《시스티나 성당의 천정화》에도 다른 모든 무녀과 심지어 그녀의 더 어리고 아름다운 델파이 무녀들에게 그녀의 강력한 존재를 드리운 쿠마에 무녀가 등장한다. 그녀에게는 '파우사니아스'와 '락타니투스'의 《헤로필레》 또는 아이네이스의 《데이포보스》(Deiphobe), 그리고 《갈라쿠스의 딸》, 《아말테이아》, 《데모필》, 《타락산드라》(Taraxandra) 등의 많은 이름이 등장하며, 모두 다양한 존경과 숭배의 의미로 바쳐진 것이었다.

## 오비드의 변신 이야기
비록 영원한 삶은 가진 그녀였지만, 그 무녀는 천년을 살았다. 이것은 아폴론 신이 그의 사랑에 대한 대가로 소원을 들어준 것이었다. 그녀는 아폴로 신에게 한 줌의 모래를 들고 와서는 손에 들고 있는 모래만큼 살게 해 달라고 요구한다. 그러나 ‘오랜 생명’만을 요청했지, 그에 따르는 젊음을 요구하지 않았다. 이후 그녀가 그의 사랑을 거부하자, 그는 무녀의 육체를 늙게 만들어 버려서 영원한 젊음을 지키지 못하게 된다. 그리하여 그녀의 육체는 세월이 가면서 점점 쪼글어 들어 항아리에 보존되다가, 결국 그녀의 목소리만 남게 된다. (Metamorphoses 14)

## 문학 인용
- T. S. 엘리엇, 황무지

## 쿠마에 무녀가 등장하는 갤러리

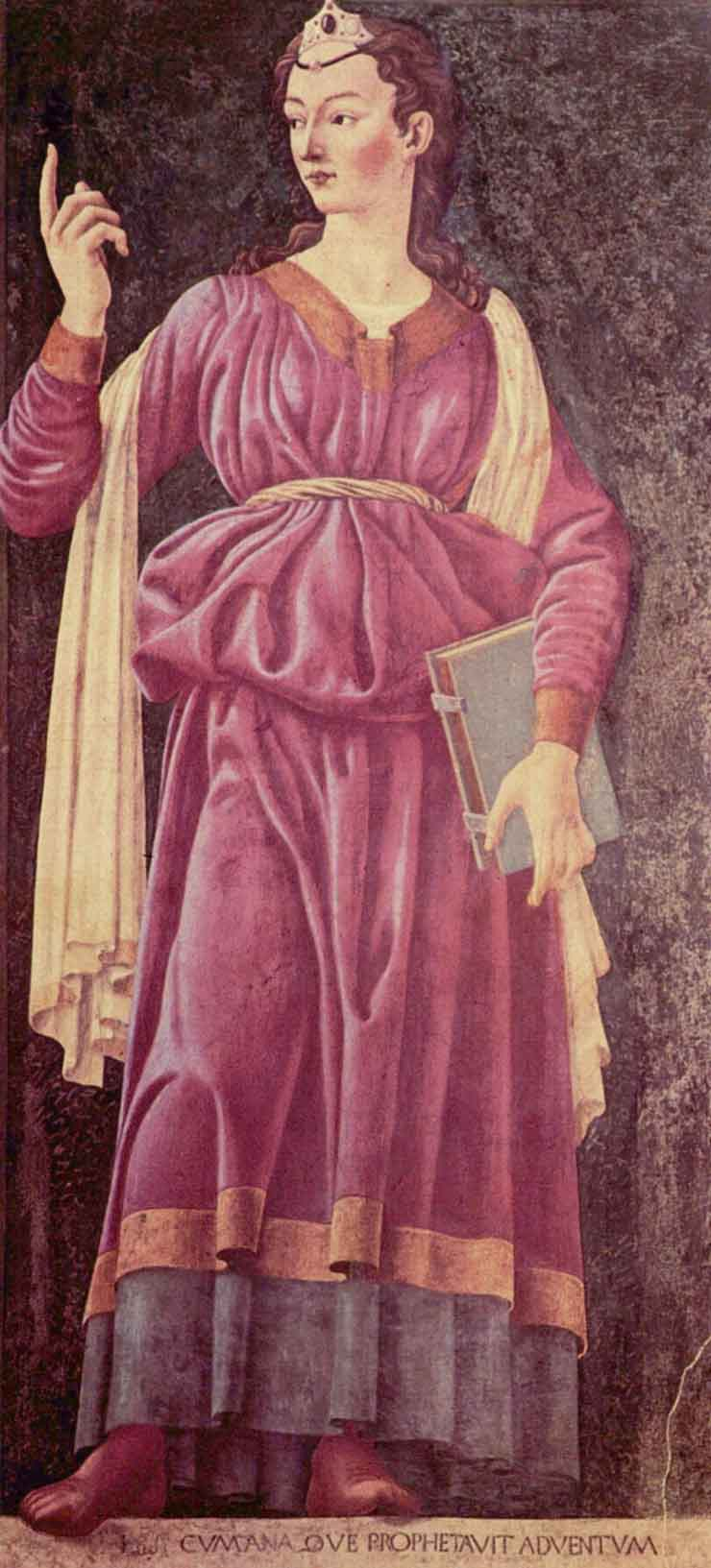
우피치 미술관에 있는 안드레아 델 카스타뇨의 작품 《쿠마에 무녀》
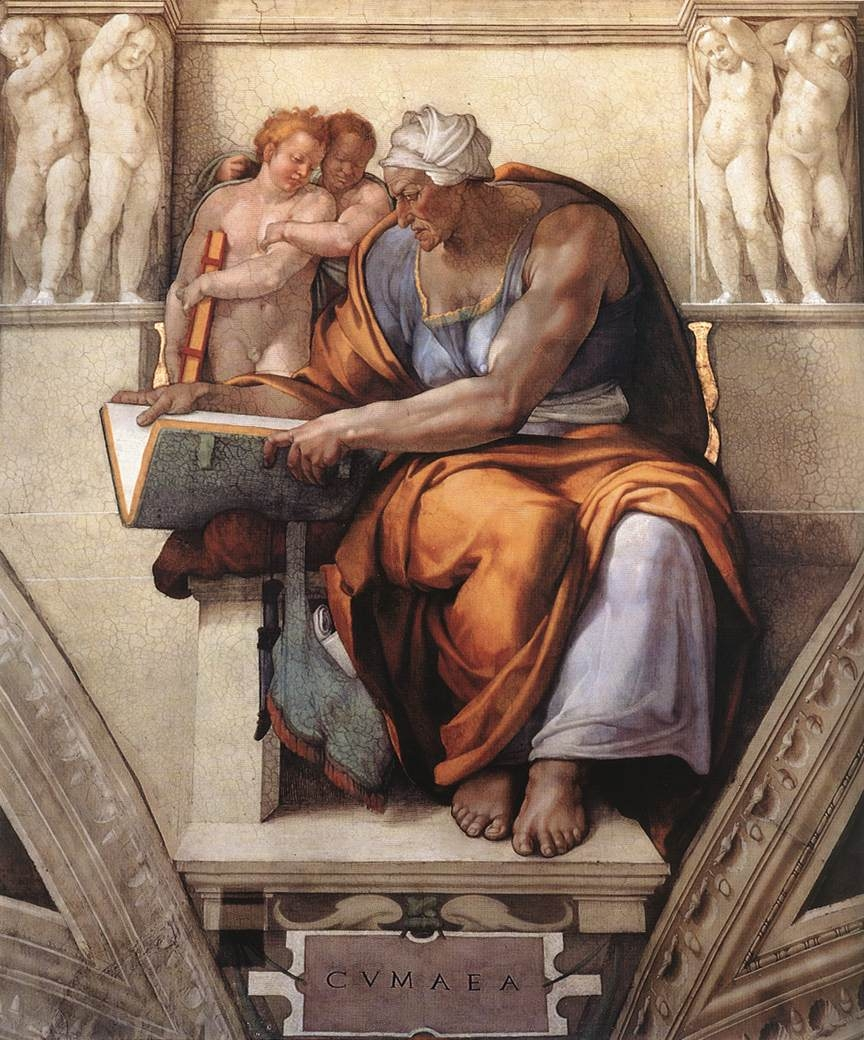
시스티나 성당에 있는 미켈란젤로의 작품
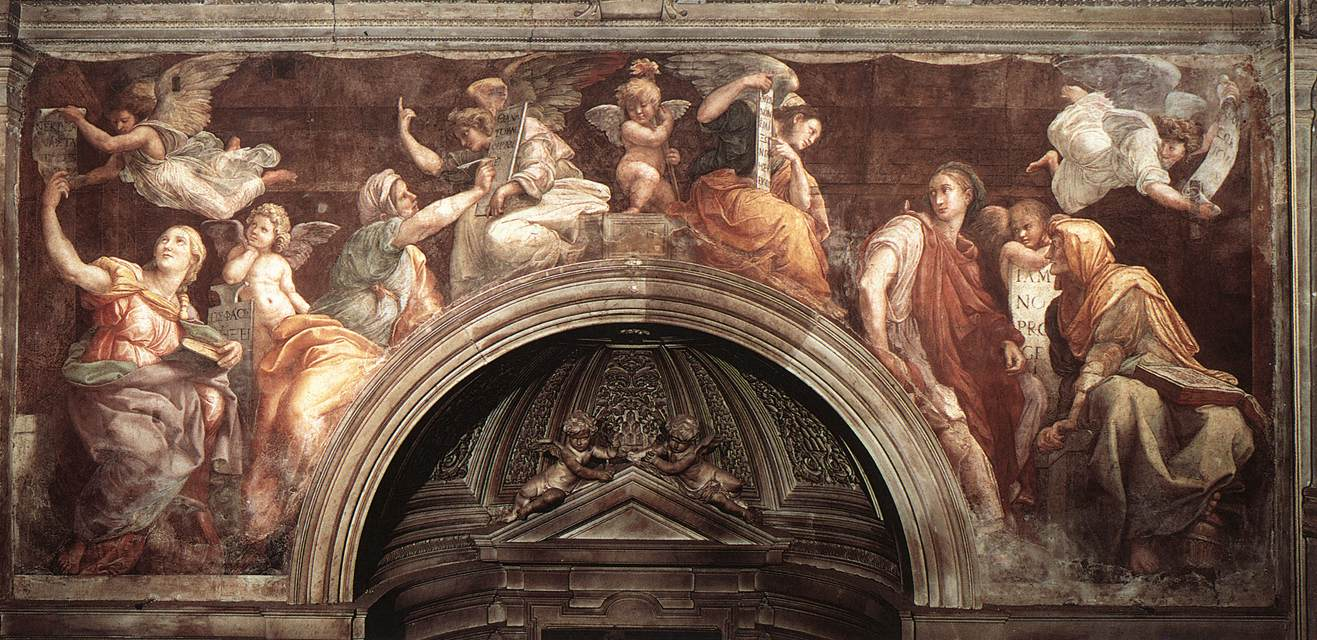
라파엘로, 산타 마리아 델라 파체
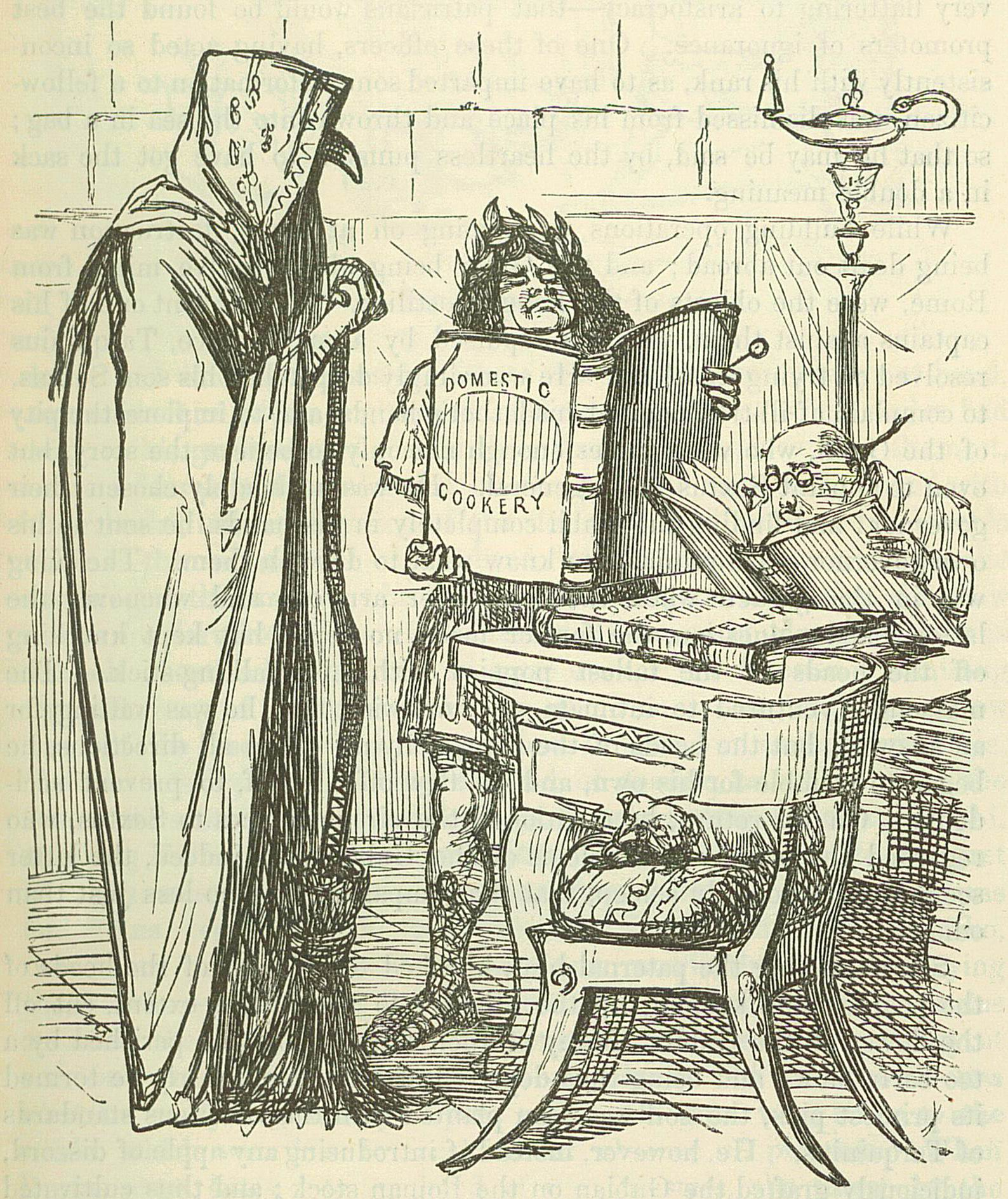
존 리치, The 로마 만화역사

## 주요 원전
- Virgil, Aeneis vi.268 ff
- Isidore, Etymologiae viii.8.5
- Servius, In Aeneida vi.72, 321
- Lactantius, Divinae institutiones i.6.10-11
- Solinus, Collectanea rerum memorabilium ii.16, 17, 18